# Obchvatný manévr

Schematické znázornění obchvatného manévru při současném útoku obou křídel útočníka

Obchvatný manévr, obchvat je vojenský termín, kterým se označuje vojenská operace, během níž je proražena nepřátelská obrana na slabě bráněném křídle (křídlech), popřípadě zcela obejita. Hlavním úkolem obchvatu je buďto uzavření silných nepřátelských jednotek do obklíčení, nebo přinucení nepřítele, aby pod hrozbou tohoto obklíčení opustil silnou obrannou pozici bez jinak nevyhnutelného těžkého boje a velkých ztrát na straně útočníka, popřípadě získání možnosti napadnout silnou obrannou pozici z hůře bráněných směrů. Termín se používá na strategické i taktické úrovni.
Účinnost obchvatného manévru se zvyšuje s jeho nečekaností a skrytostí, neboť tyto okolnosti zvyšují zmatek na nepřátelské straně, ubírají jí čas na reakci a omezují efektivitu jejího manévrování. Obvykle se rozumí pod pojmem obchvatný manévr přesun bez boje, nebo jen s malými střety s podstatně slabšími silami nepřítele. Soustředění sil od útoku na křídlech v rámci velké bitvy a ústící v závažné boje se nazývá křídelní útok. Úspěšný obchvat ovšem zvyšuje úspěšnost křídelního útoku jak vytvořením lokální převahy nad nepřátelským jednotkami na křídle, tak zejména možností napadnout nepřátelské křídlo z bočního nebo dokonce týlového směru. Ještě úspěšnější je obchvat okolo celé nepřátelské armády, který potřebu boje zcela vyloučí a vede k obklíčení bez boje. Pokud ovšem proti sobě stojí dvě srovnatelné armády, k podobnému scénáři může dojít pouze při značně nesrovnatelných výkonech obou velení či mimořádné souhře okolností. Příkladem může být Napoleonovo obklíčení rakouské armády u Ulmu.

## Podmínky a příklady

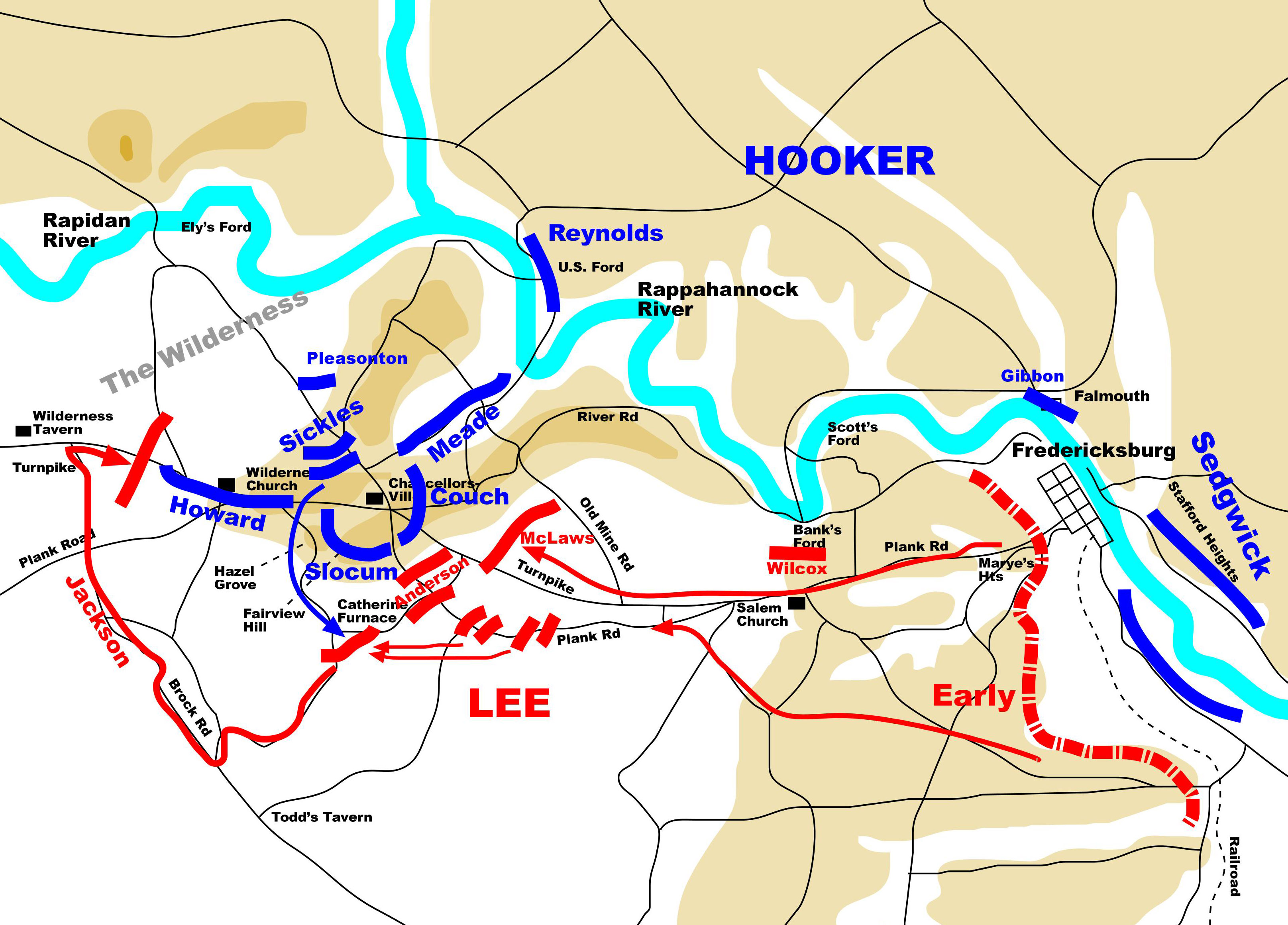
Bitva u Chancellorsville a jeden z nejfantastičtějších manévrů americké historie. Zatímco Lee předstírá pasivitu a přípravu ústupu, Jackson obchází pravé křídlo seveřanů, které pomalu obchvacuje Leeovy pozice.

Pro provedení úspěšného obchvatu musí mít útočící armáda dostatečně mobilní jednotky, které jsou schopny rychle se vydat do místa průniku. Při případném nedostatku mobility je pokus o obchvat při včasné a správné reakci protivníka předurčen k nezdaru, což se například projevilo na počátku I. světové války na západní frontě. Když selhaly první německé pokusy o průlom, pokoušela se německá armáda obchvátit hlavní francouzské síly přesměrováním útoku na sever. Jelikož však německé jednotky nebyly dostatečně mobilní pro tak rozsáhlý strategický obchvat (nutno dodat, že dostatečně mobilní tehdy asi pro takový účel nebyla žádná armáda) a Francie měla jednak silné zálohy, jednak stále ještě v rámci mobilizace vytvářela nové jednotky, nebyl pro ni problém stavět obchvacujícím jednotkám do cesty další síly, čímž došlo namísto obchvatu pouze k prodloužení fronty severním nebo severozápadním směrem. Německá strana pak přesměrovala své síly ještě více severně i ty však narazily na zálohy. Hra skončila v okamžiku, kdy se oběma stranám do cesty postavilo moře (proto se toto období války nazývá závod k moři). Výsledkem tedy bylo vytvoření souvislé fronty od Švýcarska až ke kanálu La Manche a následná zákopová válka.
Mezi klasické bitvy, v nichž vítězná strana předvedla ukázkový obchvatný manévr, patří např. bitva u Oudenaarde. Fascinující je v tomto ohledu dost unikátní bitva u Chancellorsville, kde se jižanským velitelům Jacksonovi a Leemu podařil jen zřídka vídaný manévr: obchvat obchvacujících je jednotek. Patrně pouze těžká zranění Jacksona a většiny členů jeho štábu a následný zmatek v řadách jeho mužů pak zachránily seveřanskou armádu před obklíčením a naprostým zničením.
Oblast, do níž se po zdařeném obchvatu či křídelním útoku natlačí velké množství navzájem se mísících a překážejících jednotek obklíčené strany, se označuje jako kotel. Ideálním výsledkem obchvatu je tedy uzavření nepřátelských jednotek do kotle, kde jsou posléze zničeny nebo kapitulují.